# 9-та парашутна дивізія (Третій Рейх)

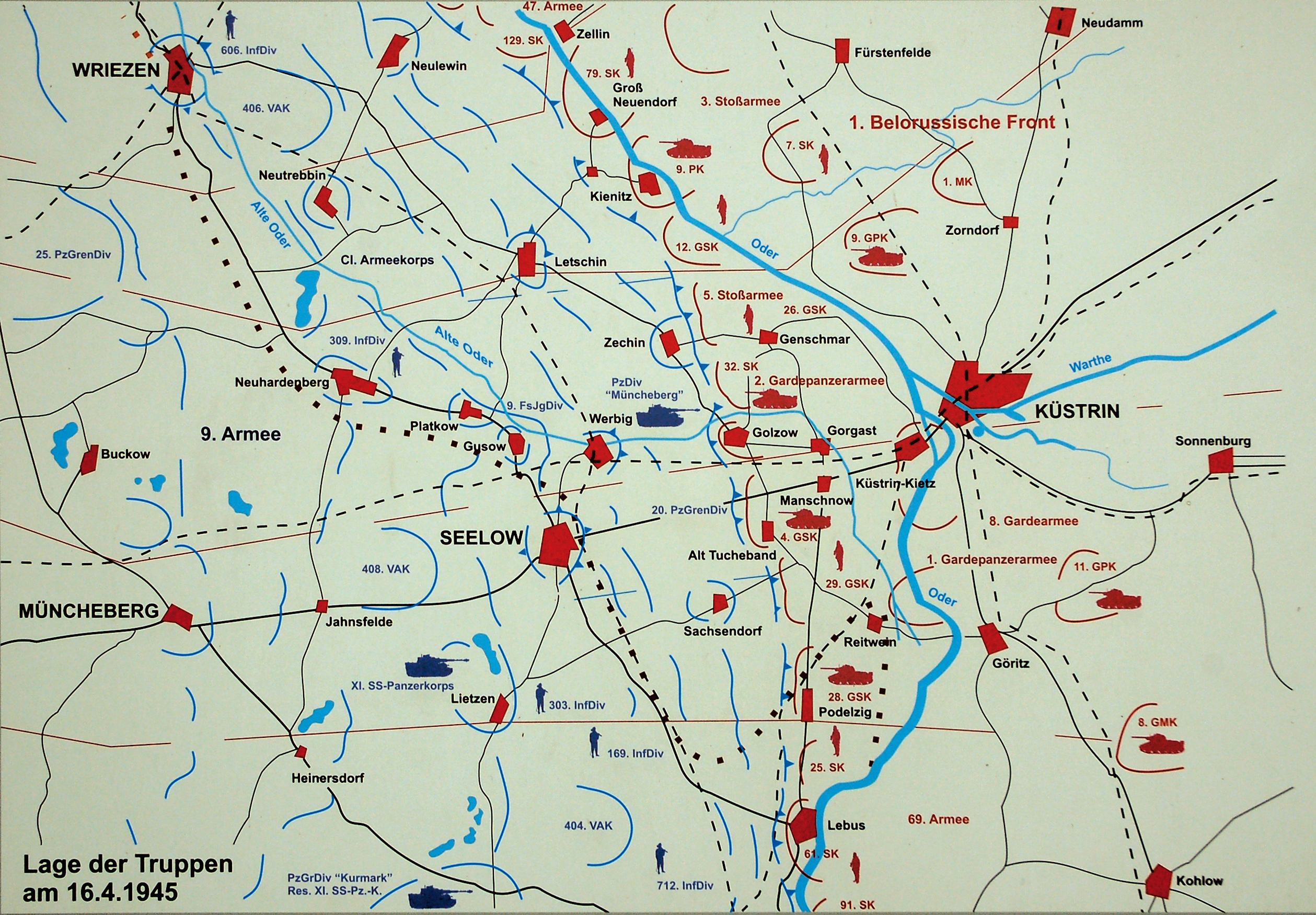
Дислокація протиборчих сторін перед початком битви на Зеєловських висотах. Квітень 1945.

9-та парашу́тна диві́зія (нім. 9. Fallschirmjäger-Division) — повітряно-десантна дивізія, з'єднання у складі повітряно-десантних військ Німеччини часів Другої світової війни.

## Історія
Наказ на формування 9-ї парашутної дивізії був виданий 24 вересня 1944 року, проте початок створення нового з'єднання повітряно-десантних військ було відкладено до 25 жовтня. Основу знов створеної дивізії під командуванням генерал-лейтенанта Густава Вільке, що формувалася в районі Штеттіна у грудні 1944 — лютому 1945, складали різнорідні частини та підрозділи військово-повітряних сил Третього Рейху.
Більшість військовослужбовців, що йшла на формування з'єднання не мали ніякого бойового досвіду й дивізія мала лише номінально назву парашутної, по суті усі приготування до повітряного десантування припинилися у Третьому Рейху в середині 1944 року.
9-й артилерійський полк, що формувався в складі дивізії, 1 лютого 1945 був перепідпорядкований командуванню 85-ї піхотної дивізії.
Наприкінці лютого 1945 два батальйони — 2-й 25-го полку (II./FJR.25) та 3-й 26-го полку (III./FJR.26) були перекинуті повітрям на посилення гарнізону оточеної фортеці Бреслау й вийшли зі складу дивізії. Особовий склад батальйонів вів бойові дії в обложеному місті до капітуляції 6 травня 1945 та зазнавши величезних втрат був розгромлений; майже купка десантників потрапила до радянського полону.
Решта військ 9-ї дивізії тримала оборонні рубежі на лінії Штаргард-Драмбург поздовж східного фронту, у березні 1945 була перекинута до району Пренцлау. 23 березня 1945 до складу дивізії планувалося додати залишки 2-ї парашутної дивізії, але незабаром цей організаційний захід був відмінений. За станом на 8 квітня 1945, перед початком битви за Берлін, дивізія мала у своєму складі 11 600 військовослужбовців.
Згодом 9-та парашутна дивізія брала участь в битві за Зеєловські висоти, тримаючи оборону на ділянці Зеєлов-Нойгарденберг. 16 квітня 1945 з початком наступальної операції 1-го Білоруського фронту з'єднання зазнало колосальних втрат внаслідок артилерійської підготовки військ, що наступали. Попри це, дивізія продовжувала ще кілька днів вести бій, але згодом командир дивізії генерал парашутних військ Бруно Брауер зазнавши нервовий зрив був звільнений від подальшого командування формуванням особисто Герінгом.
Після реорганізації військ, що вцілили, залишки дивізії за підтримки 11-ї добровольчої танково-гренадерської дивізії СС «Нордланд» провели низку контратак, проте результату, який би кардинально змінив становище німецьких військ, це не надало. 19 квітня рештки 9-ї парашутної дивізії, разом з військами LVI-го танкового корпусу були відведені на зовнішній оборонний периметр Берлінського оборонного вузла.
У ході запеклих боїв за місто, частина десантників намагалася в ніч з 1 на 2 травня 1945 прорватися в районі ратуші Шпандау в західному напрямку, проте попавши під «кинджальний» вогонь радянських кулеметних підрозділів, спроба була зірвана, й формування дивізії були остаточно розгромлені 2 травня 1945 року.

## Райони бойових дій
- Німеччина (вересень 1944 — березень 1945);
- Східна Німеччина (березень — квітень 1945).

## Склад дивізії
| Бойовий склад 9-ї пдд | |
| Постійні              | |
| грудень 1944          | - штаб дивізії; - 25-й парашутний полк (нім. Fallschirm-Jäger-Regiment 25) - 26-й парашутний полк (нім. Fallschirm-Jäger-Regiment 26) - 27-й парашутний полк (нім. Fallschirm-Jäger-Regiment 27) - 9-й протитанковий батальйон (Fallschirm-Panzer-Jäger-Abteilung 9); - 9-й зенітний батальйон (Fallschirm-Flak-Abteilung 9); - 9-й парашутно-розвідувальний батальйон (Fallschirm-Luftnachrichten-Abteilung 9); - 9-й саперний батальйон (Fallschirm-Pionier-Bataillon 9); - 9-й запасний батальйон (Fallschirm-Feldersatz-Bataillon 9); - 9-те дивізійне командування підтримки (Kommandeur der Fallschirm-Jäger-Division Nachschubtruppen 9). |
| Непостійні            | |
| 1945                  | - 9-й артилерійський полк (Fallschirm-Artillerie-Regiment 9); |

## Командири дивізії
- генерал-лейтенант Густав Вільке (нім. Gustav Wilke) (24 вересня 1944 — 2 березня 1945);
- генерал парашутних військ Бруно Броєр (нім. Bruno Bräuer) (2 березня — 18 квітня 1945);
- полковник Гаррі Геррманн (нім. Harry Herrmann) (19 квітня — 8 травня 1945).